# Air Force Special Operations Command
Air Force Special Operations Command (förkortning: AFSOC) är ett huvudkommando i USA:s flygvapen som ansvarar för dess specialförband. 
Specialförbanden i USA:s flygvapen består dels av 4 högspecialiserade varianter av elitsoldater samt de tiltrotorflygplan som transporterar och markunderstödsflyg som från luften understödjer dem med ytterligare eldkraft.
Operativt är AFSOC flygvapnets komponentförband i United States Special Operations Command (SOCOM). AFSOC har sitt högkvarter vid Hurlburt Field i västra Florida.

## Bakgrund
Under andra världskriget hade United States Army Air Forces Air Commandos som utförde specialuppdrag för Office of Strategic Services. 
Efter andra världskrigets slut växte det fram olika typer av specialiserade markstridsenheter inom det från 1947 inrättade flygvapnet som syftade till att understödja luftkrigföring genom målledning, upprättande av tillfälliga baser samt räddning och fritagning av nedskjutna piloter och andra besättningsmedlemmar.
Efter att utfallet av Operation Eagle Claw, den misslyckade fritagningen av gisslan tagna på den amerikanska ambassaden i Teheran, stod klart så påbörjades en genomgripande omorganisering av de olika försvarsgrenarnas specialförband och flygvapnet var inget undantag.
Flygvapnets specialförband organiserades från 1983 i ett numrerat flygvapen, Twenty-Third Air Force (23 AF). 1987 flyttade högkvarteret från Scott Air Force Base till Hurlburt Field och under 1990 omvandlades det till det nuvarande huvudkommandot.

## Specialiserade elitsoldater

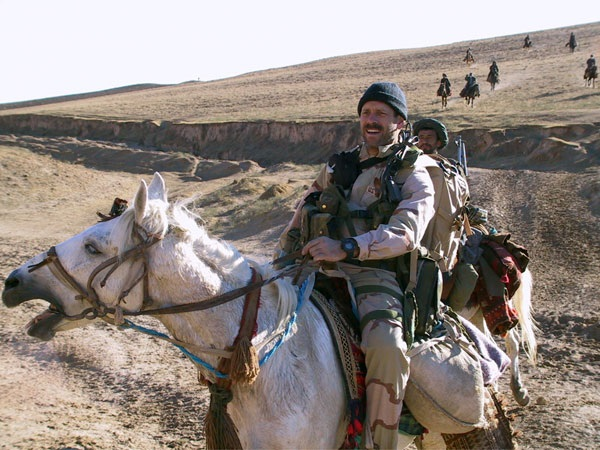
En Combat Controller på hästrygg i Afghanistan under USA:s flyganfall hösten 2001.

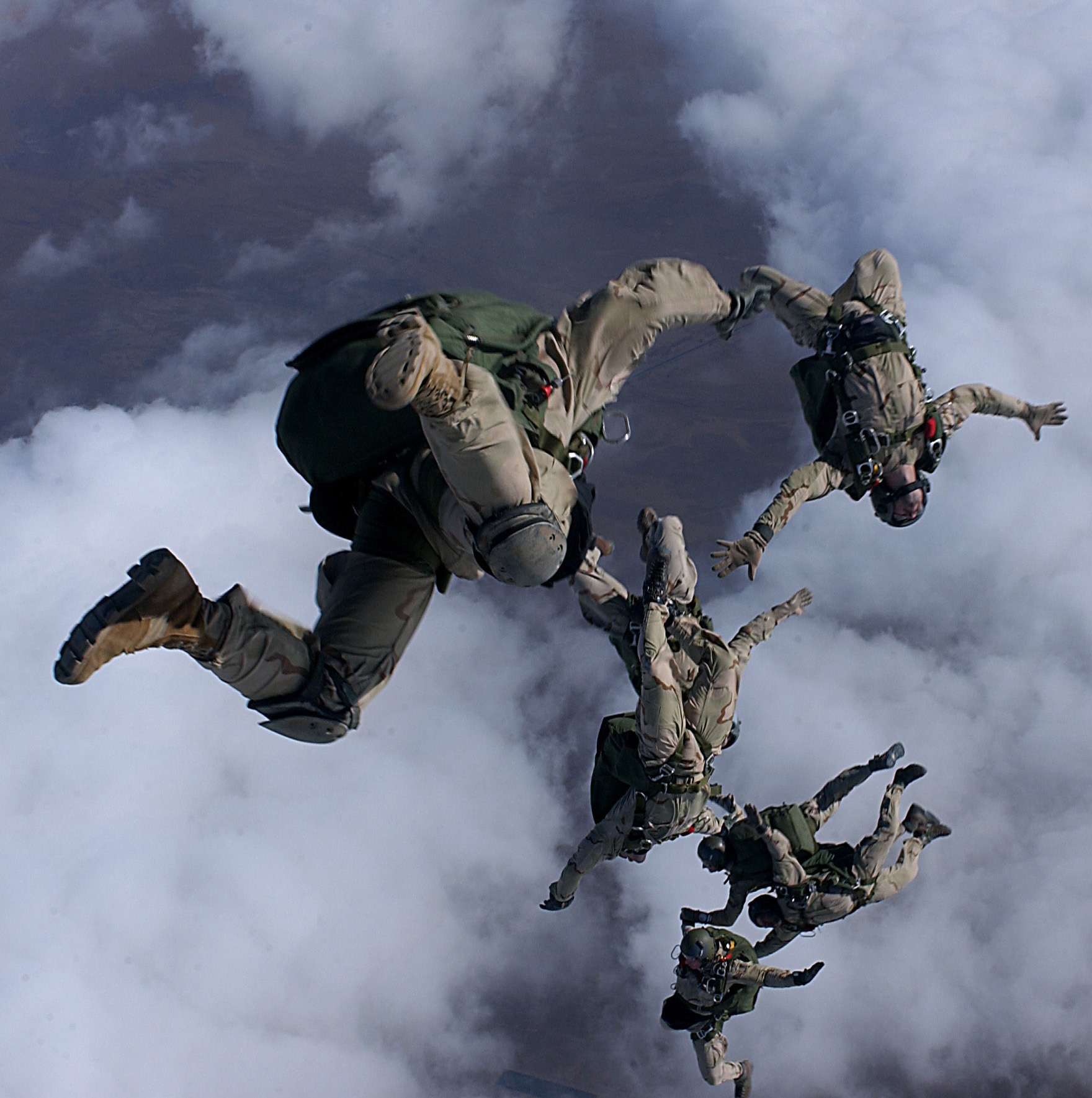
PJs genomför HALO-hopp, 2003.

Följande fyra olika typer av operatörer finns i AFSOC.
| Namn                              | Basker | Emblem | Inrättad    | Notering |
| --------------------------------- | ------ | ------ | ----------- | --- |
| Combat Controller (CCT)           |        |        | 1953        | Det som särskiljer dessa från andra operatörer är att de är FAA-certifierade flygledare.                                                     |
| Pararescue (PJ)                   |        |        | 1946        | Räddning och fritagning av nedskjutna och/eller tillfångatagen personal. Samtliga är även certifierade ambulanssjukvårdare.                  |
| Special Reconnaissance (SR)       |        |        | 2019 (1996) | Intill 2019 var namnet på dessa Special Operations Weather Technician or Team (SOWT) och i samband med namnbytet förändrades även uppdraget. |
| Tactical Air Control Party (TACP) |        |        | 1979        | Specialister som tjänstgör i arméns och marinkårens markstridsförband.                                                                       |

## Förband

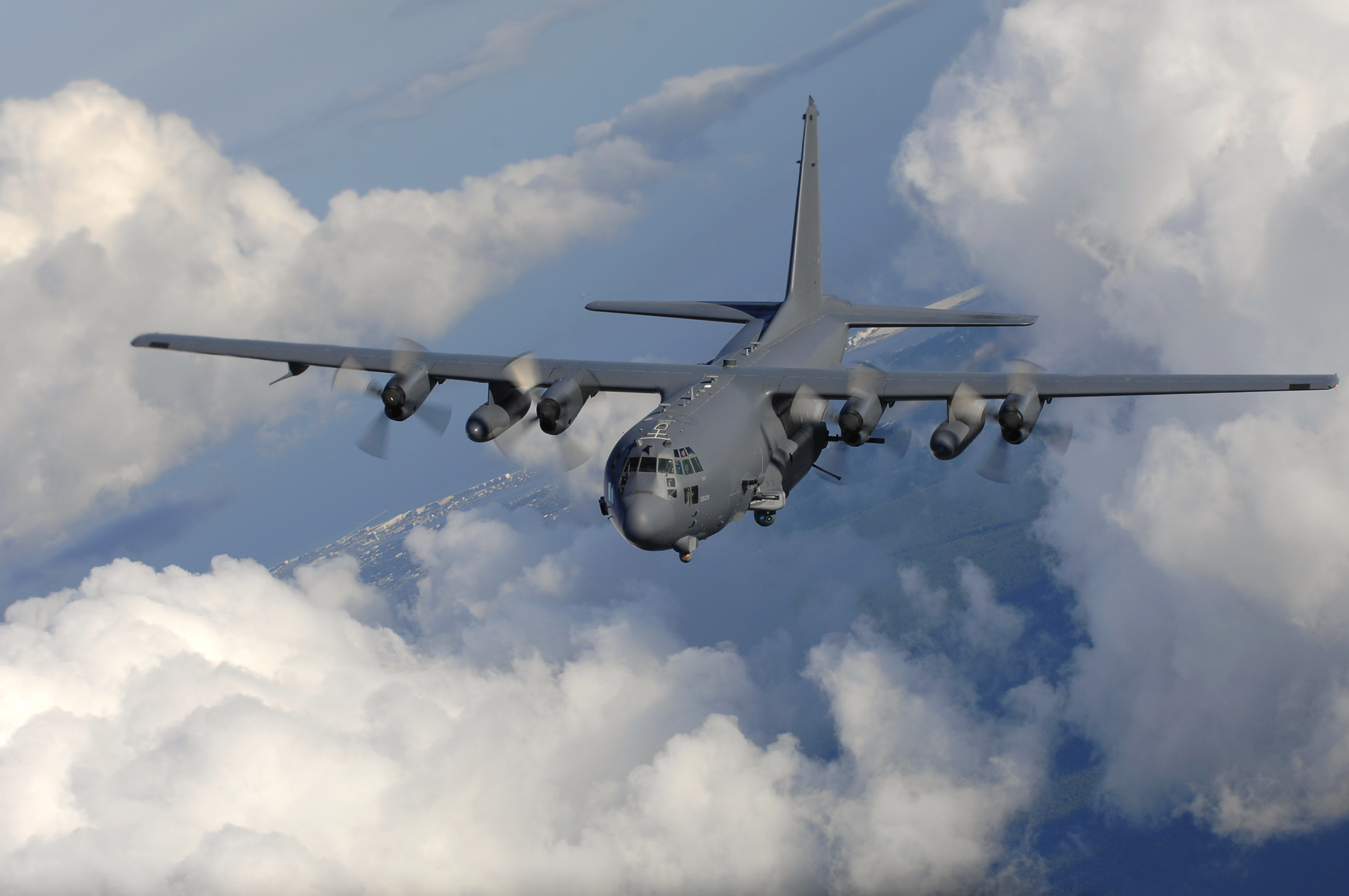
Markunderstödsflyg av typ AC-130 som är en anpassad version av C-130 Hercules.

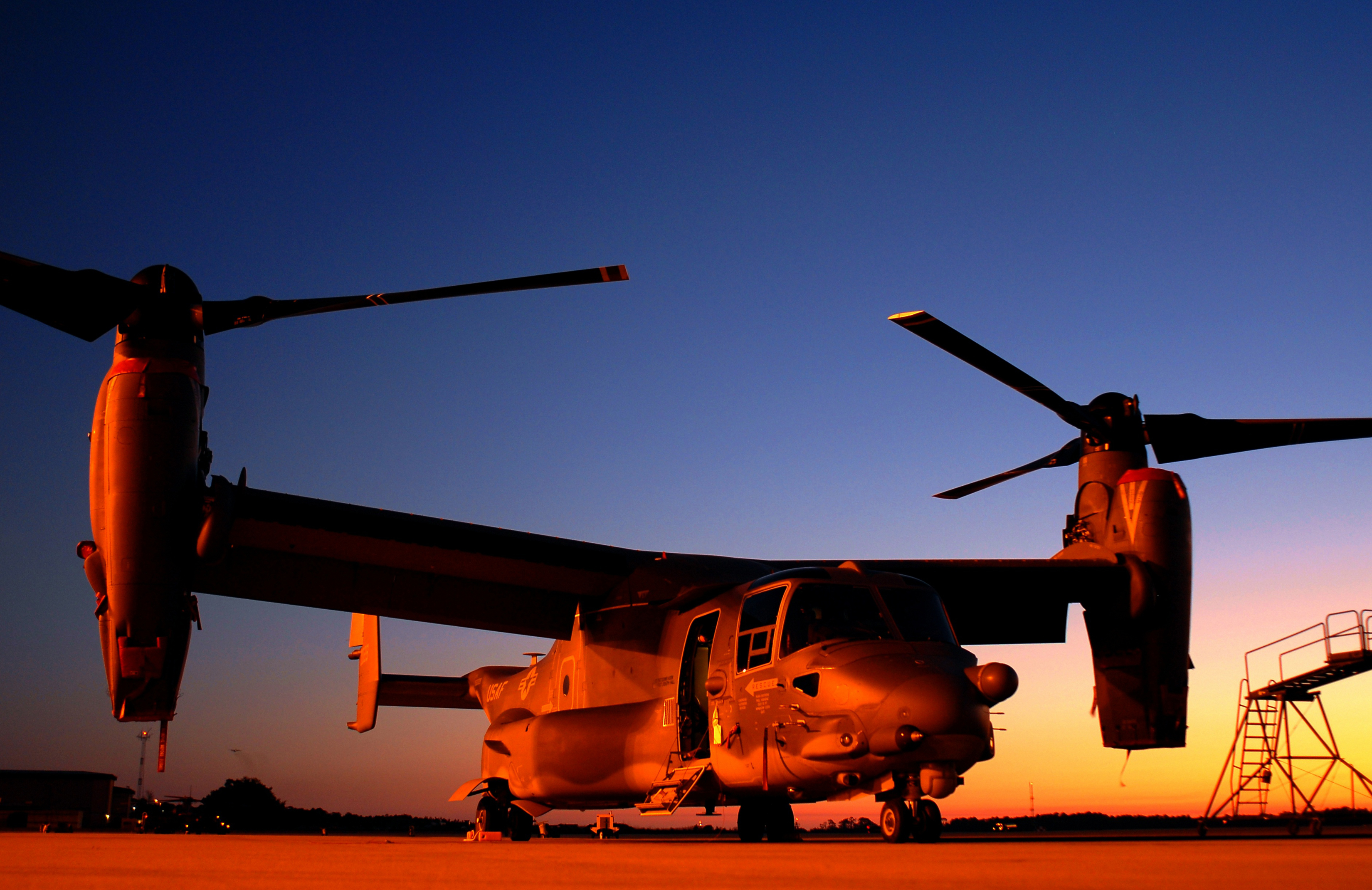
AFSOC:s första CV-22B Osprey i solnedgång på Hurlburt Field.

Lista över AFSOC-förband i det reguljära flygvapnet
| Vapensköld | Namn                           | Förkortning | Basering                                | Förbandstyp                          |
|            | 1st Special Operations Wing    | 1 SOW       | Hurlburt Field, Florida                 |                                      |
|            | 24th Special Operations Wing   | 24 SOW      | Hurlburt Field, Florida                 |                                      |
|            | 27th Special Operations Wing   | 27 SOW      | Cannon Air Force Base, New Mexico       |                                      |
|            | 352nd Special Operations Wing  | 352 SOW     | RAF Mildenhall, England, Storbritannien | Stödjer EUCOM, AFRICOM samt CENTCOM. |
|            | 353rd Special Operations Group | 353 SOG     | Kadena Air Base, Japan                  | Stödjer INDOPACOM.                   |
|            | 492nd Special Operations Wing  | 492 SOW     | Hurlburt Field, Florida                 | Utbildningsförband.                  |

Dessutom tillkommer ett mindre antal förband inom flygvapnets reservstyrkor samt i flygnationalgardet.